# Lundazi (Distrikt)

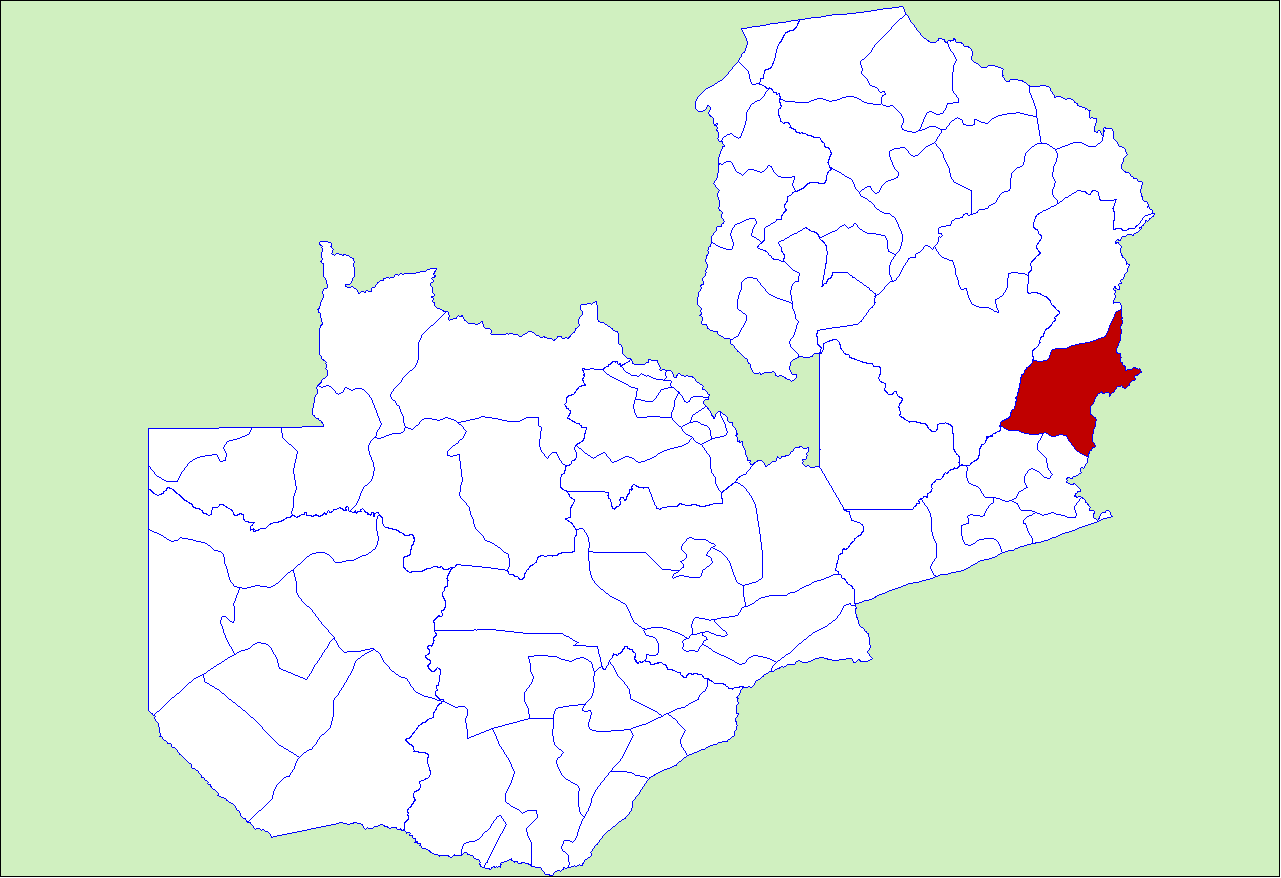
Ehemalige Ausdehnung des Distriktes bis 2018

Lundazi ist einer von fünfzehn Distrikten in der Provinz Ostprovinz in Sambia. Er hat eine Fläche von 1376 km² und es leben 154.910 Menschen in ihm (2022). Von ihm wurden 2018 die Distrikte Lumezi und Chasefu abgespaltet. Hauptstadt des Distrikts ist Lundazi.

## Geografie
Der Distrikt befindet etwa 610 Kilometer nordöstlich von Lusaka. Er liegt im Osten auf über 1400 m und fällt nach Westen auf etwa 1000 m ab. Die Ostgrenze zu Malawi entspricht der Einzugsgebietsgrenze zwischen Luangwa und Malawisee. Ein Teil der Südgrenze wird von dem Fluss Luampamba und dessen Zustrom Matemba gebildet. Die Nordgrenzen bilden zum Teil der Luampamba Nebenfluss Nkanga und der Lundazi der seine Quellen im Distrikt hat.
Der Distrikt grenzt im Süden an die Distrikte Lumezi und im Norden an Chasefu. Im Osten grenzt er an den Kasungu Distrikt in der Central Region, und an den Mzimba Distrikt in der Northern Region Malawis.

## Politik
Lundazi liegt in einem ländlichen Umland. Ein Abkommen zwischen Malawi und Sambia wird das Nyika-Plateau in beiden Ländern, Vwaza Marsh Game Reserve und Kasungu-Nationalpark Malawis mit den Waldreservaten von Lundazi, Mitenge, Mikuti, das Musa-Langu-Jagdrevier und den Lukusuzi-Nationalpark Sambias, der inzwischen im Distrikt Lumezi liegt, in grenzüberschreitende Schutzgebiete umwandeln.

## Wirtschaft

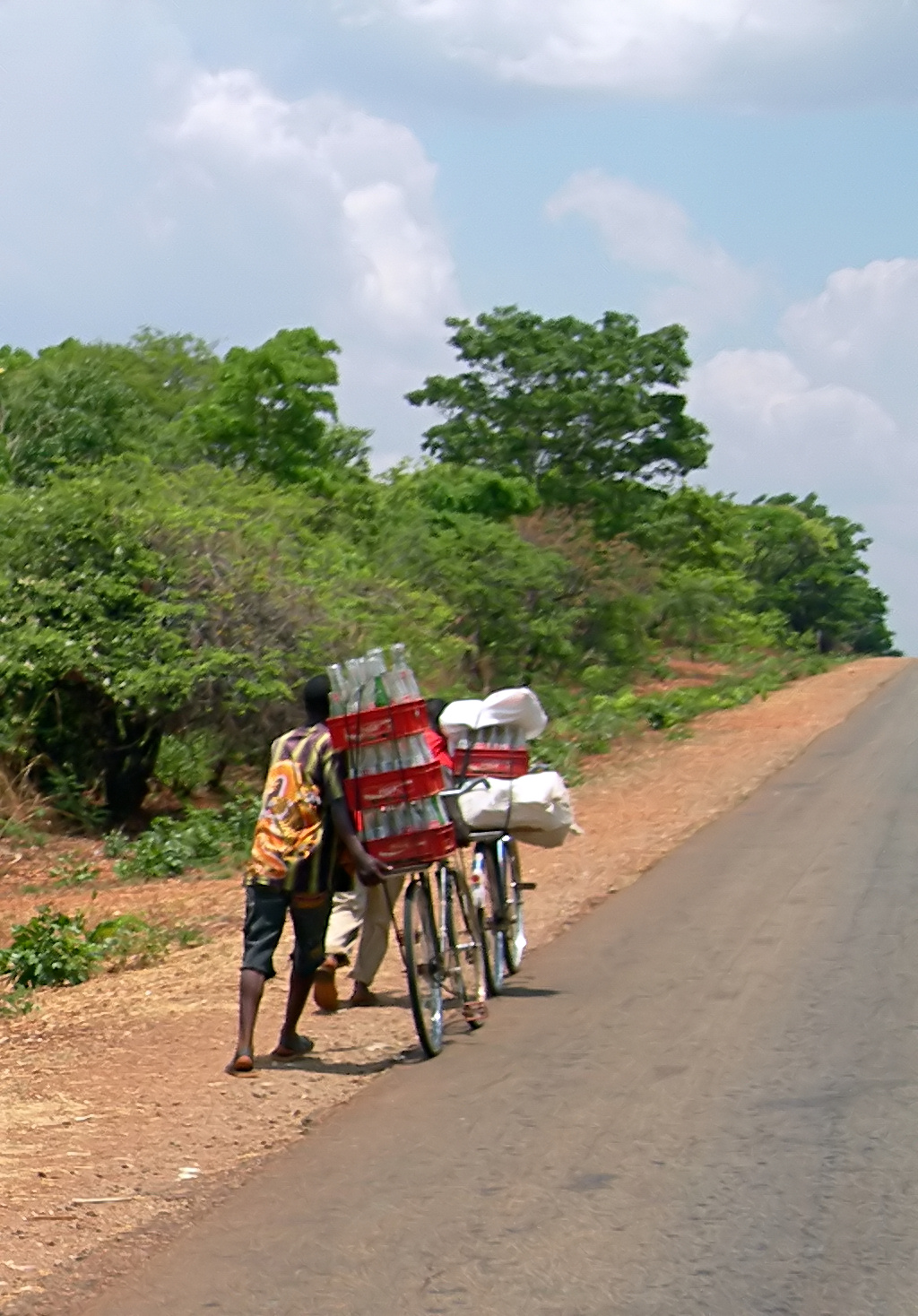
Illegaler Grenzhandel: Sambier bringen leere Flaschen nach Malawi und werden volle zurückbringen

Wichtig ist der grenzüberschreitende Handel. Der dominierende Stamm in Lundazi ist wie auf malawischer Seite der Ngoni. Das nahe Mzimba übt mit seinem hohen wirtschaftlichen Wachstum einen starken Einfluss bis hierhin aus. Der Schmuggel, aber auch der Verkauf von landwirtschaftlichen Erzeugnissen aus Lundazi in Mzimba ist ein ständiges politisches Thema, die Migration ebenfalls.
Im Süden und Südwesten des ursprünglichen Distrikts Lundazi finden sich Kalksteinvorkommen. Ein Steinbruch versorgt Sambia mit Bruchsteinen. Die Steinbrüche bei Msoro Mission wurden bis 1960 zur Kalkgewinnung für die Landwirtschaft genutzt.

## Soziales
Ein Problem ist die Reglementierung des Marktes innerhalb Sambias. Es wird Baumwolle gepflanzt und geerntet, die zu festgelegten Preisen abgeliefert werden muss. Den Preis bestimmt der Staat. Die Bauern dürfen nicht für den Eigenbedarf Baumwolle zurückhalten, um sie zu spinnen und zu weben. Dafür wird auf dem Markt Second-Hand-Kleidung aus Europa angeboten, die wesentlich teurer ist.